# Fouzia Assouli
Fouzia Assouli est une activiste féministe de nationalité marocaine. Native de Casablanca, elle est titulaire d’une maîtrise en économie de l’Université de Casablanca en 1985. Fouzia Assouli est membre fondatrice de la section-Casablanca de l’Association marocaine des droits des femmes. Elle est également membre fondatrice et présidente d’honneur de la ligue démocratique pour les droits de la femme (LDDF). En septembre 2017, Fouzia Assouli a reçu le « Prix Méditerranée pour les femmes »  à Naples, en Italie. Elle a dédié sa distinction à toutes les personnes marocaines qui militent quotidiennement pour l'égalité des genres au Maroc.

## Biographie

### Parcours et combats
Fouzia Assouli commence son combat de manière assidue en 1999, elle suspend de la sorte son activité de cabinet de consultante juridique et fiscale, pour se consacrer pleinement au dossier de la situation de la femme au Maroc par le biais de son engagement de militante auprès de la Fédération de la ligue démocratique pour les droits des femmes (FLDDF). Elle met en place un plan d'action qui débute par un engagement quant à la fin de l’institutionnalisation de la discrimination. Son combat est ainsi imbriqué dans un besoin de changer les mentalités au Maroc afin d'assurer l'instauration d'une société moderniste, égalitaire et juste pour les hommes, les femmes et les enfants. Elle milite pour l'instauration des centres d’écoute, l'organisation de grandes campagnes d’information destinées en priorité aux femmes analphabètes et rurales ainsi que la bonne application de la loi .
Parmi les combats de Fouzia Assouli on compte l'engagement dans la lutte contre les violences conjugales, contre le mariage des mineures ainsi que le militantisme au profit de davantage de parité. En juin 2014, la FLDDF avait réuni une coalition féministe pour condamner les propos du chef islamiste du gouvernement Abdelilah Benkirane qui estimait que le travail ne laissait “plus de temps [à la Marocaine] ni de se marier, ni de devenir mère, ni d'éduquer ses enfants. […] Les foyers marocains se sont éteints lorsque les femmes sont sorties pour travailler”.